# Sky Express
Sky Express — російська авіакомпанія, що базувалася в Москві. Порт приписки — аеропорт Внуково.
Виконувала регілярні, чартерні рейси за основними напрямками: Санкт-Петербург, Калінінград, Мурманськ, Ростов-на-Дону, Краснодар, Анапа, Тюмень, Єкатеринбург, Перм, Челябінськ, Уфа, Тюмень. Восени 2011 року припинила своє існування.

## Флот
Станом на 1 липня 2010 флот Sky Express складався з 9 літаків типу  Боїнг 737 в однокласному компонуванні економ-класу із середнім віком літаків - 19 років:
- Boeing 737-300 (148 місць)
- Boeing 737-500 (132 місця)

| № | Рег. номер | Модель         | Серийный номер | Первый полет | История                                         | Фото                                                                                               |
| - | ---------- | -------------- | -------------- | ------------ | ----------------------------------------------- | -------------------------------------------------------------------------------------------------- |
| 1 | VP-BFB     | Boeing 737-5Y0 | 26067/2304     | 12.05.1992   | + [Архівовано 6 липня 2010 у Wayback Machine.]  | + [Архівовано 30 вересня 2007 у Wayback Machine.]                                                  |
| 2 | VP-BFM     | Boeing 737-53A | 24921/1962     | 29.11.1990   | + [Архівовано 6 липня 2010 у Wayback Machine.]  | + [Архівовано 30 вересня 2007 у Wayback Machine.]                                                  |
| 3 | VP-BFN     | Boeing 737-53A | 24922/1964     | 04.12.1990   | + [Архівовано 6 липня 2010 у Wayback Machine.]  | + [Архівовано 30 вересня 2007 у Wayback Machine.]                                                  |
| 4 | VP-BFJ     | Boeing 737-5L9 | 24859/1919     | 06.09.1990   | + [Архівовано 6 липня 2010 у Wayback Machine.]  | + [Архівовано 30 вересня 2007 у Wayback Machine.]                                                  |
| 5 | VP-BFK     | Boeing 737-5L9 | 24928/1961     | 19.11.1990   | + [Архівовано 6 липня 2010 у Wayback Machine.]  | + [Архівовано 30 вересня 2007 у Wayback Machine.]                                                  |
| 6 | VP-BOU     | Boeing 737-341 | 25049/2091     | 09.07.1991   | + [Архівовано 2 жовтня 2010 у Wayback Machine.] | + [Архівовано 30 вересня 2007 у Wayback Machine.] + [Архівовано 21 грудня 2010 у Wayback Machine.] |
| 7 | VP-BOT     | Boeing 737-341 | 25048/2085     | 28.06.1991   | + [Архівовано 6 липня 2010 у Wayback Machine.]  | + [Архівовано 23 серпня 2012 у Wayback Machine.]                                                   |
| 8 | VP-BHA     | Boeing 737-529 | 26538/2298     | 20.05.1992   | + [Архівовано 6 липня 2010 у Wayback Machine.]  | +                                                                                                  |
| 9 | VP-BET     | Boeing 737-53C | 24825/1894     | 11.07.1990   | + [Архівовано 6 липня 2010 у Wayback Machine.]  | +                                                                                                  |

## Робота вебсайта
З 2011 року, після припинення діяльності авіакомпанії, сайт пропонує можливість придбати авіаквитки будь-яких авіакомпаній, включених до складу глобальних розподільчих систем бронювання та резервування Amadeus та Sirena-Travel.